# みずへび座ベータ星
みずへび座β星（みずへびざべーたせい、β Hyi / Beta Hydri）は、太陽系から見てみずへび座の方向約24.4光年の距離にある恒星で3等星。

## 特徴
みずへび座で最も明るく見える星で、3等星の中では天の南極に最も近い位置にある。紀元前150年頃には天の南極から2度の位置にあった。
| 太陽 | みずへび座β星 |
| ---- | ------------- |
| 太陽 | Exoplanet     |

スペクトル分類はG2IV、太陽の約1.1倍の質量、約1.8倍の半径を持つ準巨星で、赤色巨星に進化する途上にある。太陽より20億年ほど年老いているため、太陽が将来どのような姿になるのかを示していると考えられ、しばしば研究対象となっている。